# جيوغليف

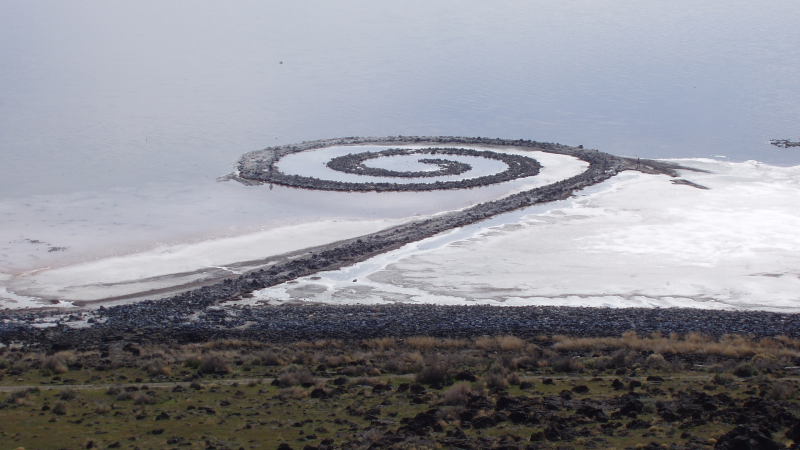
جيوغليف

خد أرضي أو الجيوغليف (بالإنكليزية geoglyphs) هو تصميم كبير أو نمط (أكبر عموما من 4 أمتار) يتم تطبيقه على سطح الأرض، ويتم تشكيله عادةٌ من الصخور الفتاتية clastic rocks أو عناصر دائمة على نحو مماثل للجغرافيا مثل الحجارة وشظايا الحجارة والحصى، أو التراب.
ويكون الجيوغليف إيجابياٌ عندما يتكون بترتيب وتنسيق الرسم من المواد الموجودة فوق الأرض بطريقة أقرب إلى ما يسمى بالبتروفورم Petroform أو الأشكال الحجرية. ويتكون الجيوغليف السلبي بإزالة طبقة من الصخر الفتاتي بطريقة تشبه ما يسمى بالبتروغليف Petroglyph أو النقوش الحجرية.
والجيوغليف يشكّل لوحات أرضية تشير إلى رسومات على الأرض (عادة ما تكون مساحتها أكثر من أربعة أقدام). والتي يتم تحقيقها بواسطة صخور، وحصى أو بإزاله التربة. مثال على ذلك خطوط نازكا (Nazca Lines) تقع في صحراء البيرو، وتغطي مساحة 450 كيلومتر مربع.

## وصلات خارجية
- ما هي خطوط ناسكا؟